# Ebershauser-Nattenhauser Wald
Ebershauser-Nattenhauser Wald – obszar wolny administracyjnie (gemeindefreies Gebiet) w Niemczech w kraju związkowym Bawaria, w rejencji Szwabia, w regionie Donau-Iller, w powiecie Günzburg. Obszar jest niezamieszkany.